# Knowth

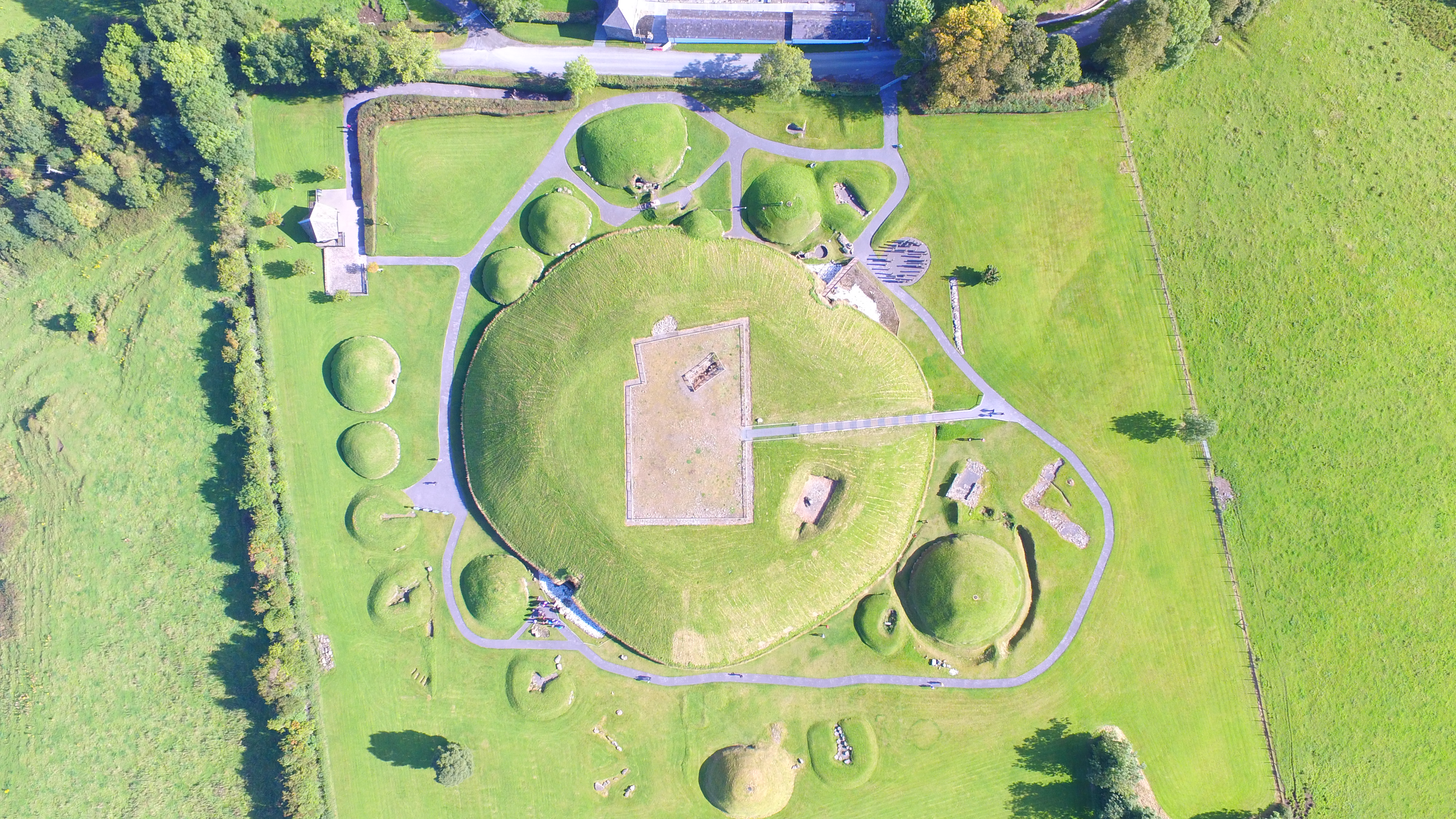
Luftbild Knowth

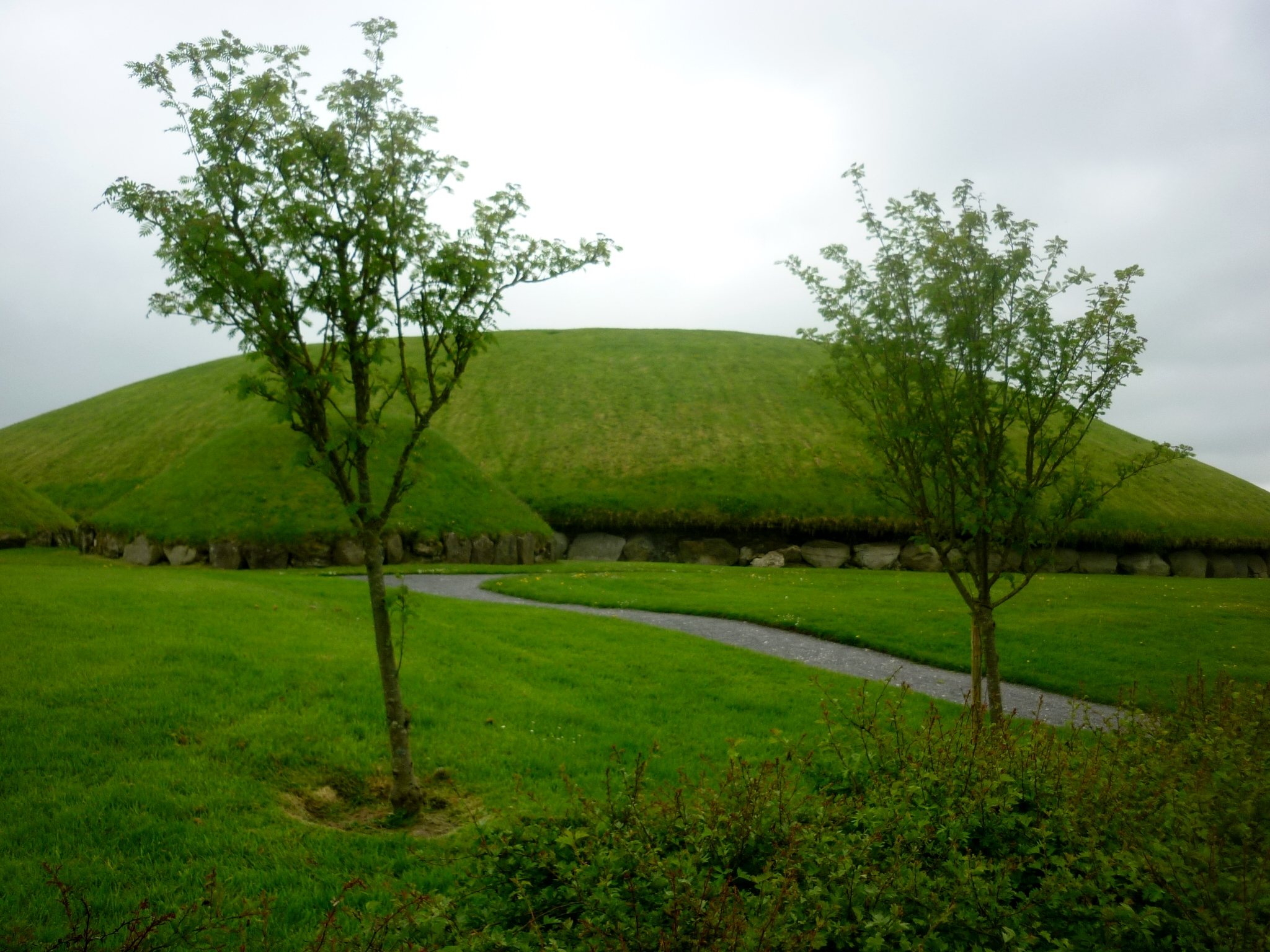
Ansicht Knowth

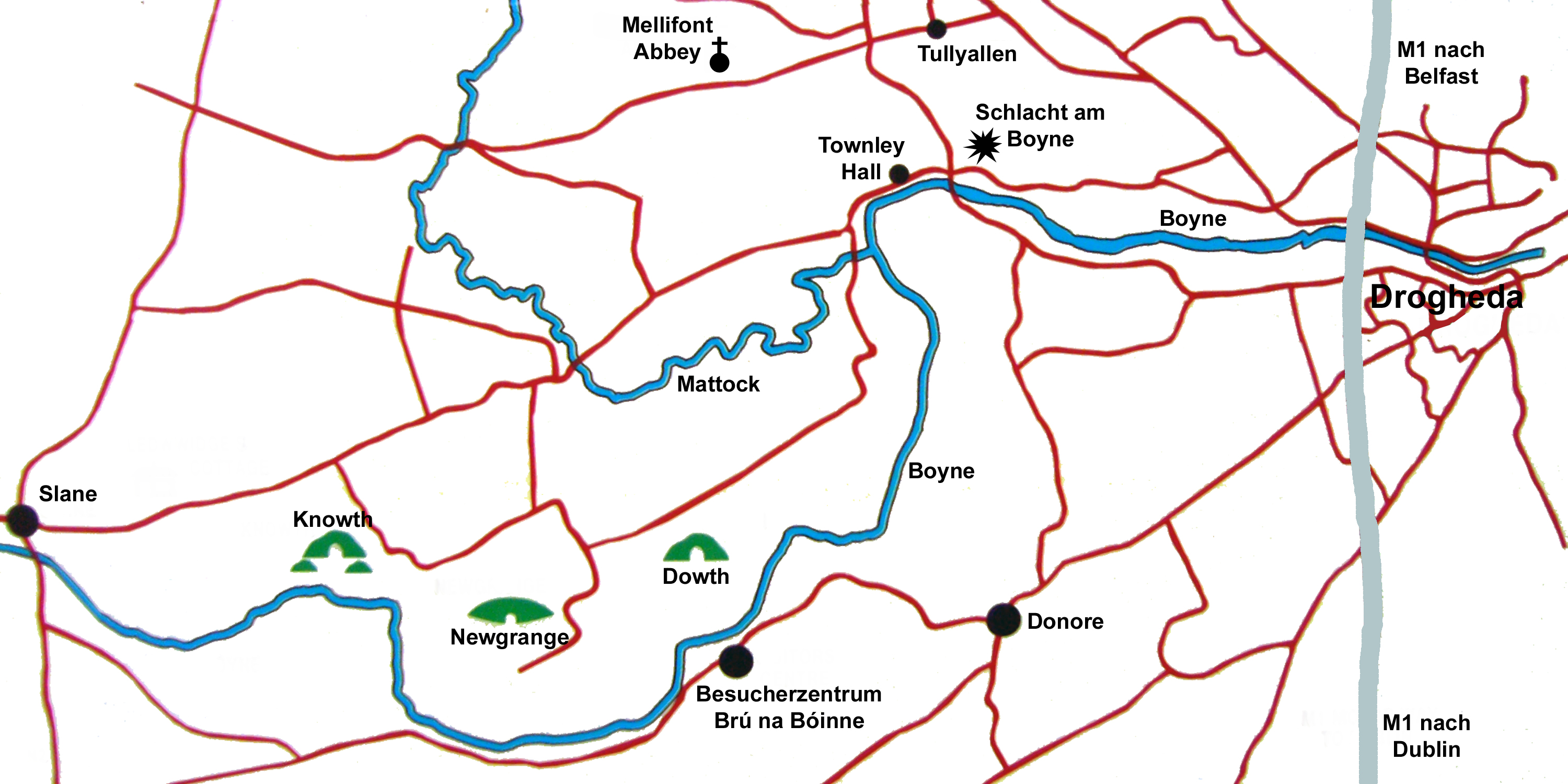
Skizze zur Lage von Knowth im Westen des Brú-na-Bóinne-Gebietes

Knowth (irisch: Cnobha) ist als Teil des Brú-na-Bóinne-Komplexes eine große Ansammlung vorzeitlicher Megalithanlagen bei Donore im Boyne Valley, im County Meath in Irland. Sie besteht aus dem Haupthügel und rund 20 kleineren Satellitenanlagen, die etwa 1,0 km nordwestlich von Newgrange und 2,0 km westlich von Dowth liegen. Der Haupthügel übertrifft in seiner Größe beinahe alle Megalithanlagen Irlands.

## Forschungsgeschichte
Bereits ab 1940 wurden von R. A. S. MacAllister Grabungen durchgeführt. Zu dieser Zeit waren die Satellitenanlagen noch unentdeckt. Nur an wenigen Stellen reichten einzelne Steine über die Grasnarbe hinaus. Der Haupthügel mit der West- und Ostanlage und die einst 20 (17 erhaltenen) benachbarten Passage Tombs wurden von George Eogan (1930–2021) ab 1962 in 25-jähriger Arbeit ausgegraben.

## Architektur

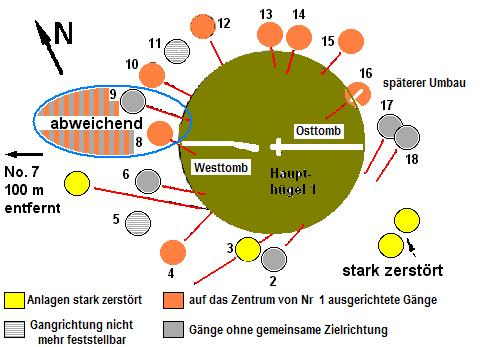
Skizze: Der Komplex von Knowth, mit Angaben zum Erhaltungszustand und zur Ausrichtung der Gänge

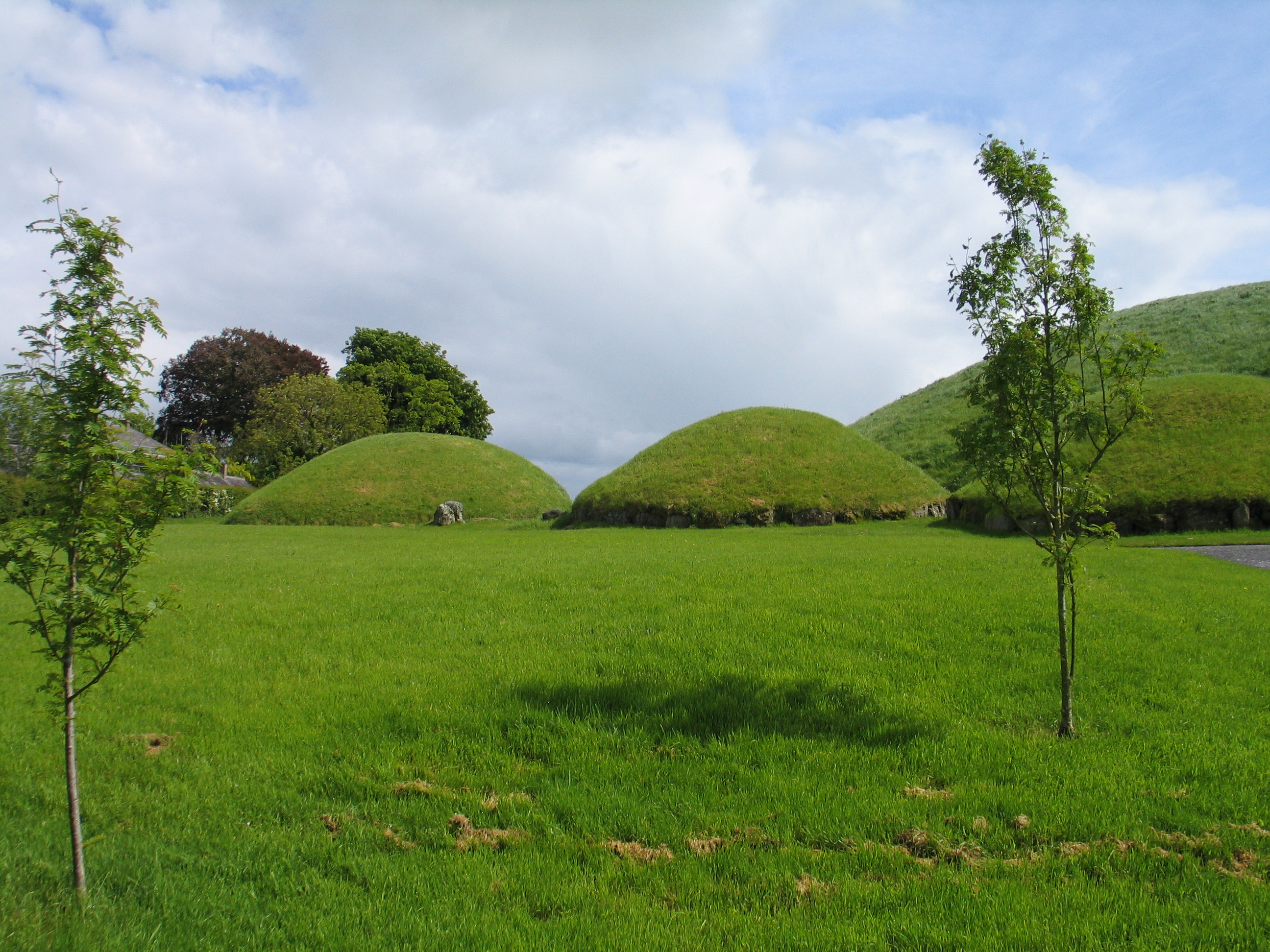
Teil der Anlage Knowth

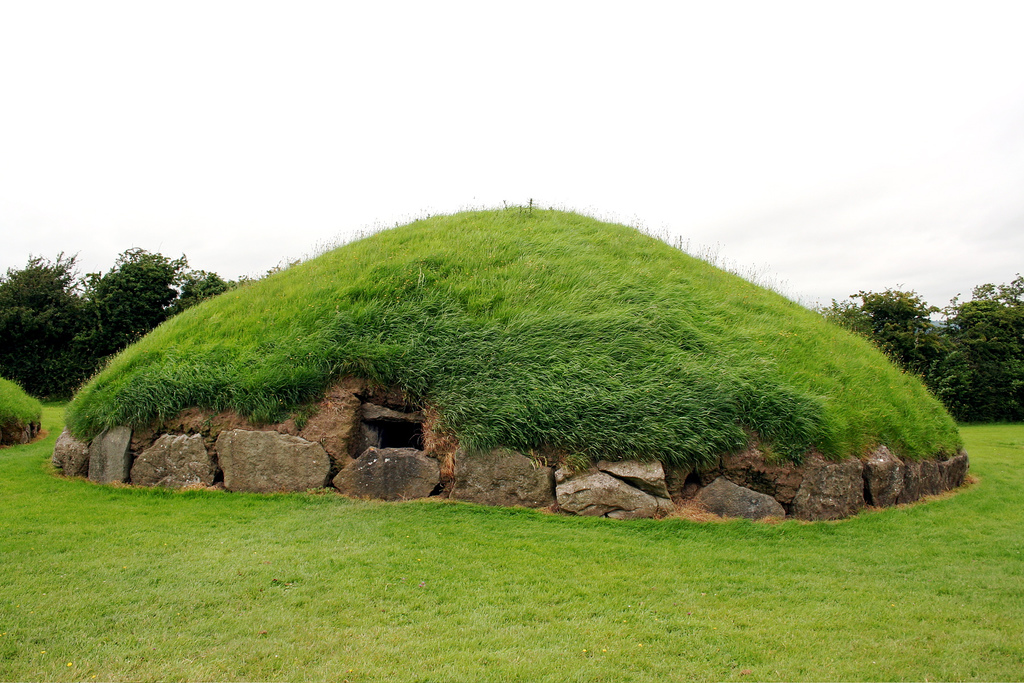
Knowth 2

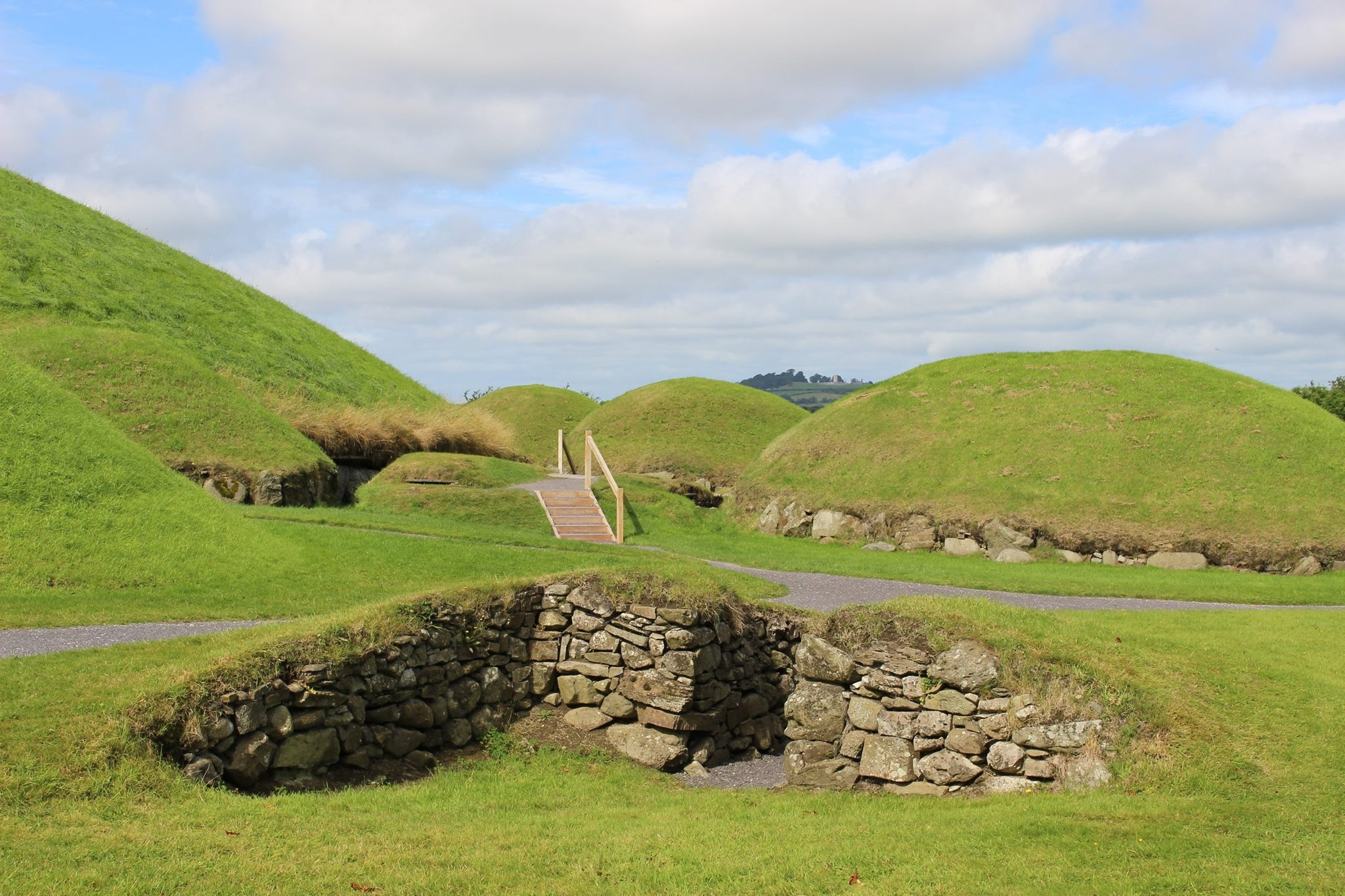
Knowth 3

Die Anlage ist vermutlich älter als Newgrange, das auf ca. 3.150 v. Chr. datiert wird. Der Haupthügel enthält eine Anlage mit einer aufgeweiteten, abgeknickten Kammer (Westgrab) und einer Kreuzkammer, deren Kammerdecke aus einem falschen Gewölbe besteht (Ostgrab). Außerdem befinden sich in dem als Knowth 1 bezeichneten Haupthügel zahlreiche jüngere Gräber, sowie mehrere mittelalterliche Souterrains.
Die Satellitengräber umgeben den Haupthügel. Einige findet man auch in größerer Entfernung. Acht Satellitenanlagen haben (analog zum Westgrab) eine aufgeweitete, abgeknickte Kammer, sechs haben (analog zum Ostgrab) eine Kreuzkammer. Knowth hat viele dekorierte Wandsteine in den Gängen und Kammern des Haupthügels, aber auch in einigen Satellitenanlagen. Eogan spricht von insgesamt 300 dekorierten Steinen, fehlende Steine eingerechnet. Nach Eogan und Twohig repräsentieren die Ritzungen, obwohl sie in beiden Kammertypen vertreten sind, unterschiedliche Stile (einen Paradigmenwechsel). Eogan spricht von angular (eckig) bei Newgrange und von rectilinear (rechteckig).

### Der Haupthügel
Der ovale Haupthügel hat einen Durchmesser von 80 m bzw. 95 m (275 m Umfang) und ist fast 10 m hoch. Er war, innerhalb des Randsteinkreises aus 127 Steinblöcken (jeder über 2 m lang), von einem sehr viel später angelegten Graben umgeben. Eine Unterbrechung des Randsteinkreises liegt bei Satellit Nr. 16. Da dieser vor der Anlegung des Ostgrabes bereits existierte, wurde bei der Anlage des Randsteinkreises Rücksicht darauf genommen. Sein Zugang wurde in einen neu geschaffenen abgeknickten Gang verlegt, ein Unikat in der megalithischen Architektur Irlands. Der Hügelaufbau erfolgte in Schichten aus Grassoden, Lehmbrocken, Rollsteinen und Schiefer.

### West-Grab
Das ältere Westgrab ist 34 m lang. Vor dem Zugang liegen Reste hufeisenförmiger oder runder Steinsetzungen. Sie sind zumeist nahe den Randsteinen des Hügels aufgebaut. Der Gang und die Kammer bestehen aus 80 Wand- und 32 Deckensteinen. Im Gang wurde eine verzierte Steinschale (basin stone) gefunden, die ursprünglich in der Kammer gestanden hat. Die sich gegenüber dem Gang nur leicht erweiternde und erhöhende Kammer ist durch einen hohen Schwellenstein vom Gang getrennt. Auch das Kopfende der Kammer ist durch zwei aufrechte Steine in axiale Sektoren unterteilt. Vor dem Eingang der Passage befinden sich zwei Menhire, von denen einer hoch und schmal, während der andere klein und fast rund ist.

### Ost-Grab
Das jüngere Ostgrab ist über 40 m lang. Sein Gang ist mit 30 m der längste aller Passage tombs. Das 9 m hohe Kraggewölbe der Kreuzkammer ist das höchste Irlands. Die horizontal aufgelegten Steine des Ganges sind zur Mitte hin, wo die Belastung durch den Hügel zunimmt, mitunter gebrochen oder Seitensteine des Ganges sind in den Gang verkippt. In der Mitte einer gepflasterten Bodenfläche, die genau vor dem Eingang liegt, stand einst ein kleiner Menhir. Sechs weitere hufeisenförmige oder runde, jedoch ungepflasterte Steinsetzungen liegen nahe der Randsteine des Hügels (zwischen Nr. 8 und 14). Der Eintrittsstein vor dem Gang (Nr. 74) ist mit besonderen, geradlinigen Markierungen versehen, die sich im Stil deutlich von den Spiralmustern von Newgrange und den Westray Stones unterscheiden. In der rechten Seitennische befindet sich ein als „Dagda’s Couldron“ bezeichneter Schalenstein, auf dem vermutlich die Asche der Verstorbenen niedergelegt wurde. Ein spiralförmig verzierter Keulenkopf, der in der Anlage entdeckt wurde, zeigt Analogien zu Artefakten der Grooved ware.

### Die Satelliten

Knowth

Die Satelliten mit Durchmessern bis zu 22 m sind wesentlich kleiner. Viele wurden erst während der Ausgrabung entdeckt und waren mehr oder weniger stark zerstört. Zumindest einige sind älter als der Haupthügel, da zwei von ihnen umgebaut wurden, um Platz für die Begrenzungssteine des Haupthügels zu schaffen. Die Gänge vieler Satelliten scheinen auf Knowth 1 ausgerichtet zu sein, was immer wieder die Frage aufwirft, ob der Haupthügel einen Vorgänger gehabt hat. Auch einige Satellitengräber (No. 2 + 8) enthalten gravierte Orthostaten und Schalensteine in der Kammer.
Westlich von Knowth 1 lag ein größeres Gebiet früher neolithischer Aktivitäten. Erschließen ließ sich eine subrechteckige Struktur, die Gruben, ein Haus, Herde, Palisaden und einen gepflasterten Bereich einschloss. Die subrechteckige Struktur von etwa 12 mal 10 m wurde beim Neubau von Satellitengrab No. 8 zerstört.
Die U-förmige, durch Gräben abgegrenzte Fläche war an der nordöstlichen Ecke unterbrochen. Auf der Westseite war der Graben mit einer Reihe von 11 runden Pfostenlöchern von etwa 15 cm Durchmesser am tiefsten. Auf den anderen Seiten war die Tiefe viel geringer.
Zu den Strukturen innerhalb der umfriedeten Fläche gehörten: ein gepflasterter Bereich, sowie ein Herd, der zwischen dem Pflaster und dem Eingang lag. Zwei kleinere Herde wurden ebenfalls entdeckt. Innerhalb der umfriedeten Fläche lagen auch sieben Gruben, von denen eine insofern die Gräben als später datiert, da ein Teil von ihr abgeschnitten wurde, als der südliche Graben ausgehoben wurde. Alle Gruben waren mit weicher, dunkler Erde gefüllt. Die Keramikfunde innerhalb dieser Struktur schlossen Western Neolithic Ware, mit einer Besonderheit ein: Viele Scherben haben Aushöhlungen, die durch Kiesel verursacht waren. Die Löcher machten die Gefäße für Flüssigkeiten unbrauchbar, für die offenbar die polierten Behältnisse da waren.
Es gab zwei gekrümmte, halbwegs konzentrische Palisaden, die zwischen 58 und 59 m lang waren und für die kein befriedigender Zweck ergründet werden konnte. Der Ostgraben ist besser erhalten und zeigt in unregelmäßigen Abständen mehrere Pfostenlöcher. Im Gebiet zwischen den Palisaden fanden erhebliche Aktivitäten statt. Es gab zwei Areale mit Kieselsteinpflastern, die ein Gebiet von Aktivitäten anzeigen, aber nicht zu einem Haus gehörten. Es gab ein kleines Areal, in dem Feuersteinabschläge konzentriert vorkommen und das als Gebiet der Feuersteinbearbeitung anzusehen ist. Der vorherrschende Rohstoff scheint Kieselflint „pebble flint“ gewesen zu sein.
Funde von Western Neolithic Ware kamen in beträchtlicher Menge vor. Das Kopfende einer Basaltaxt, und zwei der drei gefundenen Pfeilspitzen hatten Blattform. Interessanterweise waren keine Hohlschaber zu finden, und obwohl keine Carrowkeel-Ware gefunden wurde, hat der Befund mehr Ähnlichkeit mit dem Material aus Court tombs.
Die meisten dieser Satelliten wurden rekonstruiert, die Hügel bestehen aus Schaumpolystyrol oder Zement und sind mit Grassoden bedeckt.

### Die Steine
| Knowth 1        | 197 Steine |
| Knowth 2–18     | 41 Steine  |
| Knowth zerstört | 20 Steine  |
| sonstige        | 3 Steine   |
| Knowth total    | 261 Steine |
| Newgrange total | 106 Steine |

### Knowth Timber Circle
Der Knowth Timber Circle (auch Knowth Woodhenge genannt) wurde zwischen 2800 und 2500 v. Chr. in der Nähe des östlichen Zugangs des Haupthügels (Hügel 1) errichtet.

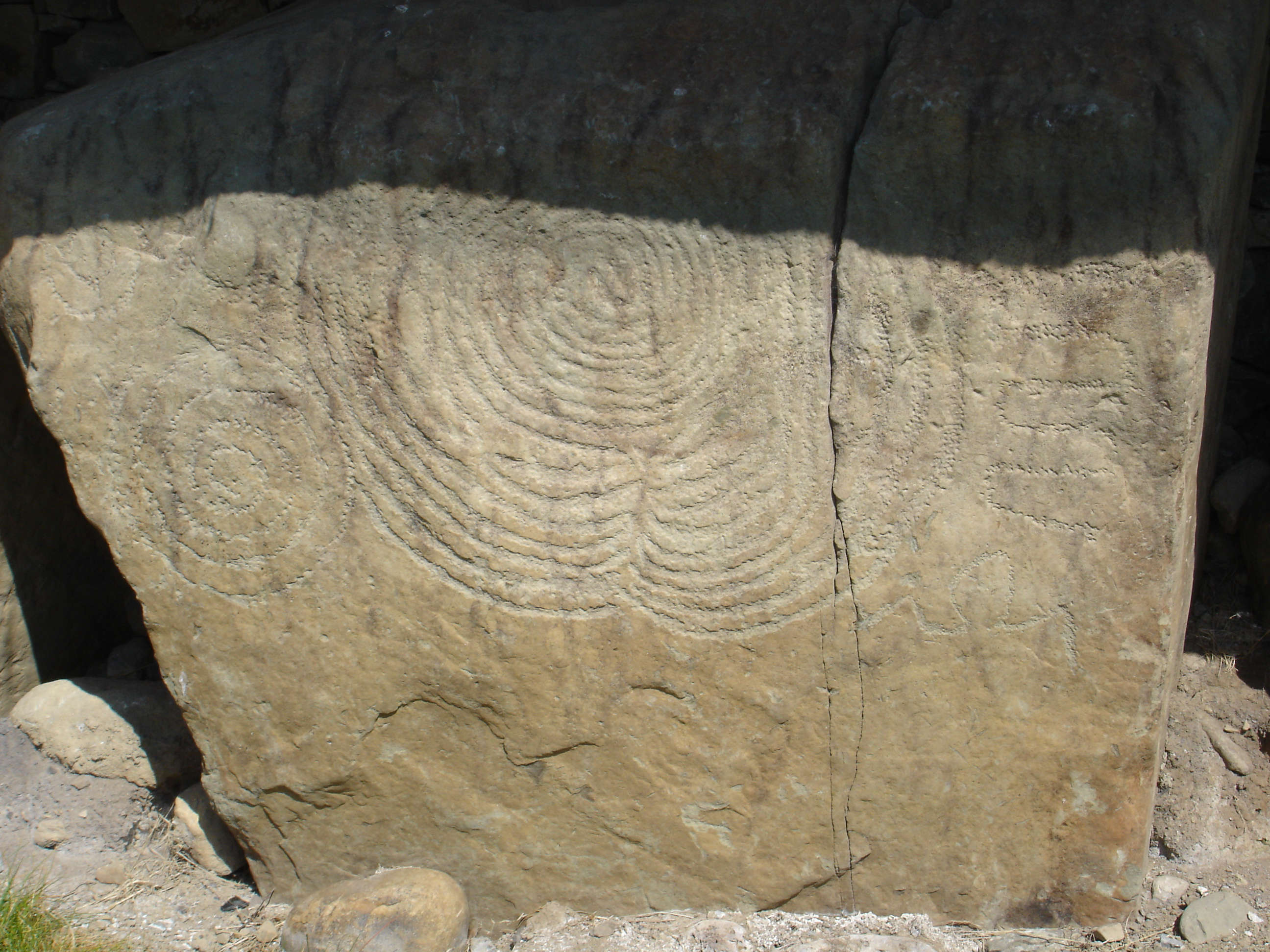
Kunst auf Stein

## Die Kunst von Knowth
G. Eogan unterscheidet bei irischen Megalithanlagen den „Angular“ und den „Rectilinear Stil“. Beide Stile sind in Knowth auf den Orthostaten der Gänge und Kammern vertreten, von denen es insgesamt 45 gibt. Eckige Zeichen, die auch für Barclodiad y Gawres, Fourknocks 1 und Newgrange typisch sind, kommen in Knowth im jüngeren Ostgrab (12) im Westgrab (4) und in Grab 16 (6) vor. Rectilineare Bilder gibt es im Ostgrab (11) und im Westgrab (10). Hinzu kommen die beiden Randsteine vor den Eingängen und ihre Verzierung.
Besonderheiten stellen die verzierten Keulenköpfe von Knowth und das Sandsteinobjekt von Knowth dar.

## Spätere Nutzung

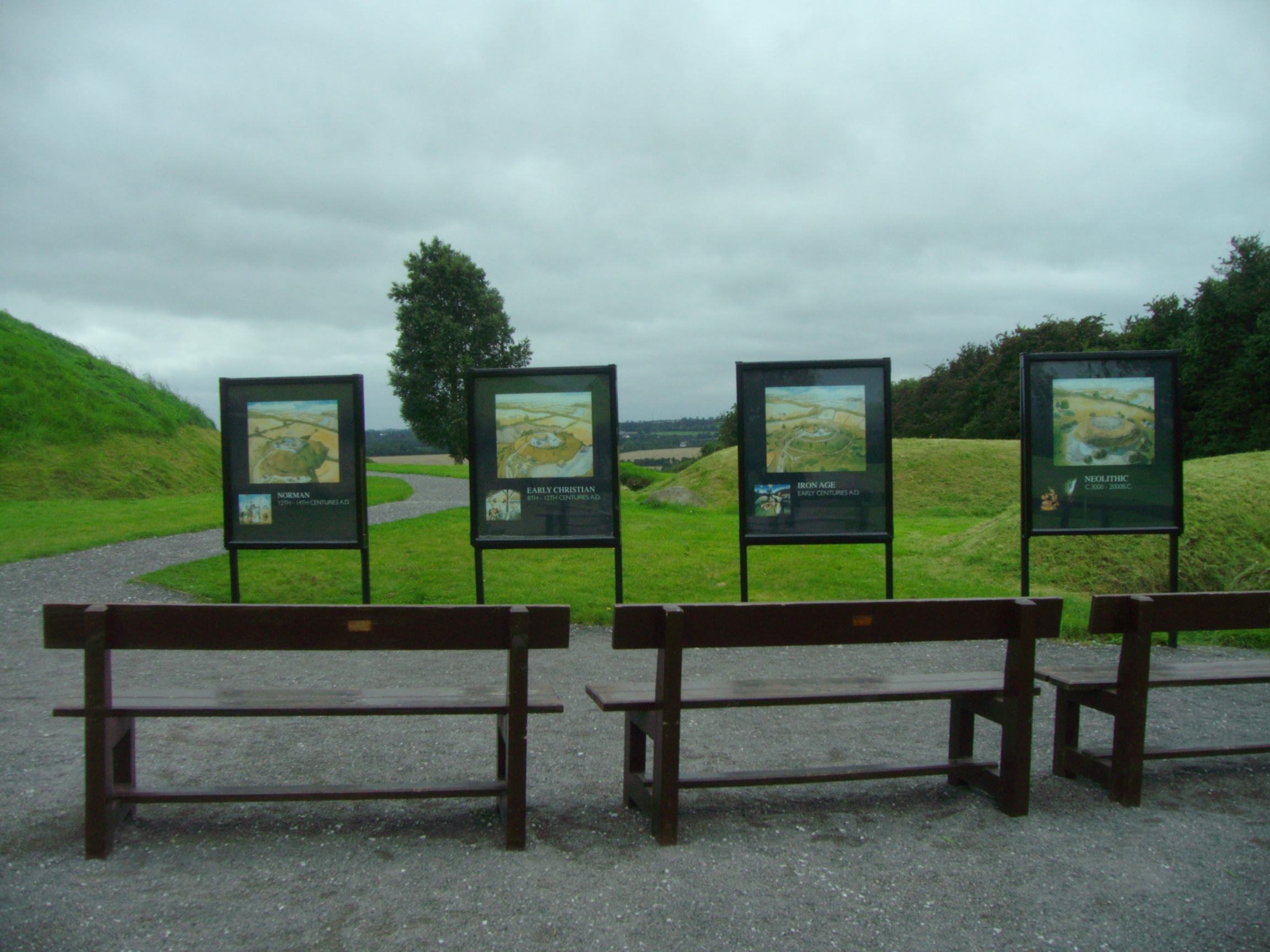
Informationstafeln für Besucher (2008)
Anordnung nach Perioden der Nutzung, von rechts nach links:
Neolithikum – Eisenzeit – Frühchristliche Zeit – Normannische Zeit

In der Folge wurde Knowth als Begräbnis- und möglicherweise als Ritualplatz benutzt, wovon 34 Steinkisten und Reste eines Pfahlkreises zeugen. Während der Eisenzeit wurde auf dem Haupthügel eine mit Gräben geschützte Befestigung angelegt. Zu Beginn der Christianisierung errichteten die Mönche der Abtei von Mellifont auf dem Hügel steinerne Mauern und Gebäude. Vermutlich wurde diese Anlage als Farm im Kirchenbesitz (engl. Grange) betrieben. Bis in die Neuzeit wurde Knowth schließlich agrarisch genutzt, bis der Staat die Anlage 1939 erwarb.

## Besuch
Knowth kann in den Monaten April–Oktober geführt besucht werden. Die Führungen starten am Brú-na-Bóinne-Komplex, dem Visitor Center von Newgrange. Dort sind Führungen zu beiden Grabhügeln nur separat zu buchen. Man findet das Visitor Center, wenn man von der N2 in der Nähe von Slane der Ausschilderung folgt. Knowth und Newgrange sind nur von dort zu besuchen.